# Kỳ giông Tokyo
The Tokyo Salamander (Hynobius tokyoensis) là một loài kỳ giông thuộc họ Hynobiidae.
Đây là loài đặc hữu của Nhật Bản.
Môi trường sống tự nhiên của chúng là rừng ôn đới, suối nước ngọt, đất canh tác, đất có tưới tiêu, và kênh đào và mương rãnh.
Chúng hiện đang bị đe dọa vì mất môi trường sống.